# Hvitträsk
Hvitträsk je kompleks dvorcev v Kirkkonummiju na Finskem, približno 30 kilometrov zahodno od Helsinkov. Zasnovali so ga kot studio dom člani finskega arhitekturnega biroja Gesellius, Lindgren, Saarinen, kasneje pa je postal zasebna rezidenca Eliela Saarinena. Trenutno deluje kot muzej.

## Opis
Gradnja se je začela, ko je podjetje leta 1901 kupilo parcelo. Gradnja je bila večinoma dokončana do leta 1903. Hiša je dobila ime po jezeru Vitträsk, ob katerem je bila zgrajena. [H]vitträsk dobesedno pomeni 'Belo jezero'. Danes je Hvitträsk muzej, odprt za javnost. Dvorec z rdečo streho, ki gleda proti jezeru, je glavna muzejska stavba, rjavkasta stavba, ločena na drugi strani z dvoriščem, pa je kavarna. Spodaj ob jezeru je tudi manjša savna.
Leta 1922 je Lindgrenova hiša na severni strani delno pogorela. Sin Eliela Saarinena Eero Saarinen je na njenem mestu v letih 1929–33 zasnoval novo stavbo.

## Galerija
- Pogled z jezera
- Pogled na muzejsko poslopje z obale jezera
- Stran muzeja, kavarna je vidna na desni
- Kavarna
- Pogled na muzej iz kavarne

- Dnevna soba
- Jedilnica
- Vitraž Rival Suitors Olge Gummerus-Ehrström, 1905
- Knjižnica
- Atelje
- Relief Géze Marótija Angel vstajenja v ateljeju
- Igralnica

## Predstavljeno v publikacijah
- Moderne Bauformen 6, št. 4 (1907): 159–62;8, št. 8 (1909): 350, 353.
- Hemma och Ute 3, (avgust 1913): 210–14; 3 (september 1913): 234–5.
- American Architect and Architectural Review 124 (26. september 1923): 19 pls.
- Arkkitehti št. 11–12 (1943): 24.
- Arhitekturna revija 139 (februar 1966): 152–54.
- Oblikovanje prostora št. 133 (september 1975): 91–94
- Connaissance des Arts št. 238 (december 1971): 108–13, 192.
- New York Times 13. februar 1966, VI, str. 64.